# Friede von Malmö (1512)
Der Friede von Malmö wurde am 23. April 1512 in Malmö geschlossen und beendete den 1501 bzw. 1509/10 ausgebrochenen Dänisch-Hanseatischen Krieg zwischen Lübeck und den Wendischen Städten der Hanse einerseits und dem Hauptgegner Dänemark unter Admiral Jens Holgersen Ulfstand. Der Seekrieg der Hansestädte hatte sich gegen die Einschränkung der Handelsprivilegien der Hansestädte in der Ostsee, insbesondere gegen das massive Eindringen der niederländischen Konkurrenz gerichtet. Die Lübecker unter Bürgermeister Thomas von Wickede suchten die Friedensverhandlungen als feststand, dass es aufgrund eines in etwa gleichen Kräfteverhältnisses keine Aussicht auf einen eindeutigen Sieg gab. Insofern wurden im Ergebnis des Friedensschlusses zwar die Privilegien der Wendischen Städte bestätigt, andererseits musste der niederländische Handel mit Dänemark zukünftig geduldet werden.
Koordinaten: 55° 36′ 9″ N, 13° 0′ 3″ O